# أرفيد ياكوبسن
أرفيد ياكوبسن (بالنرويجية: Arvid Jacobsen)‏ (و. 1938 – 2014 م) هو محرر نرويجي، توفي في أوسلو، عن عمر يناهز 76 عاماً، بسبب مرض.